# Circuito Orpheum

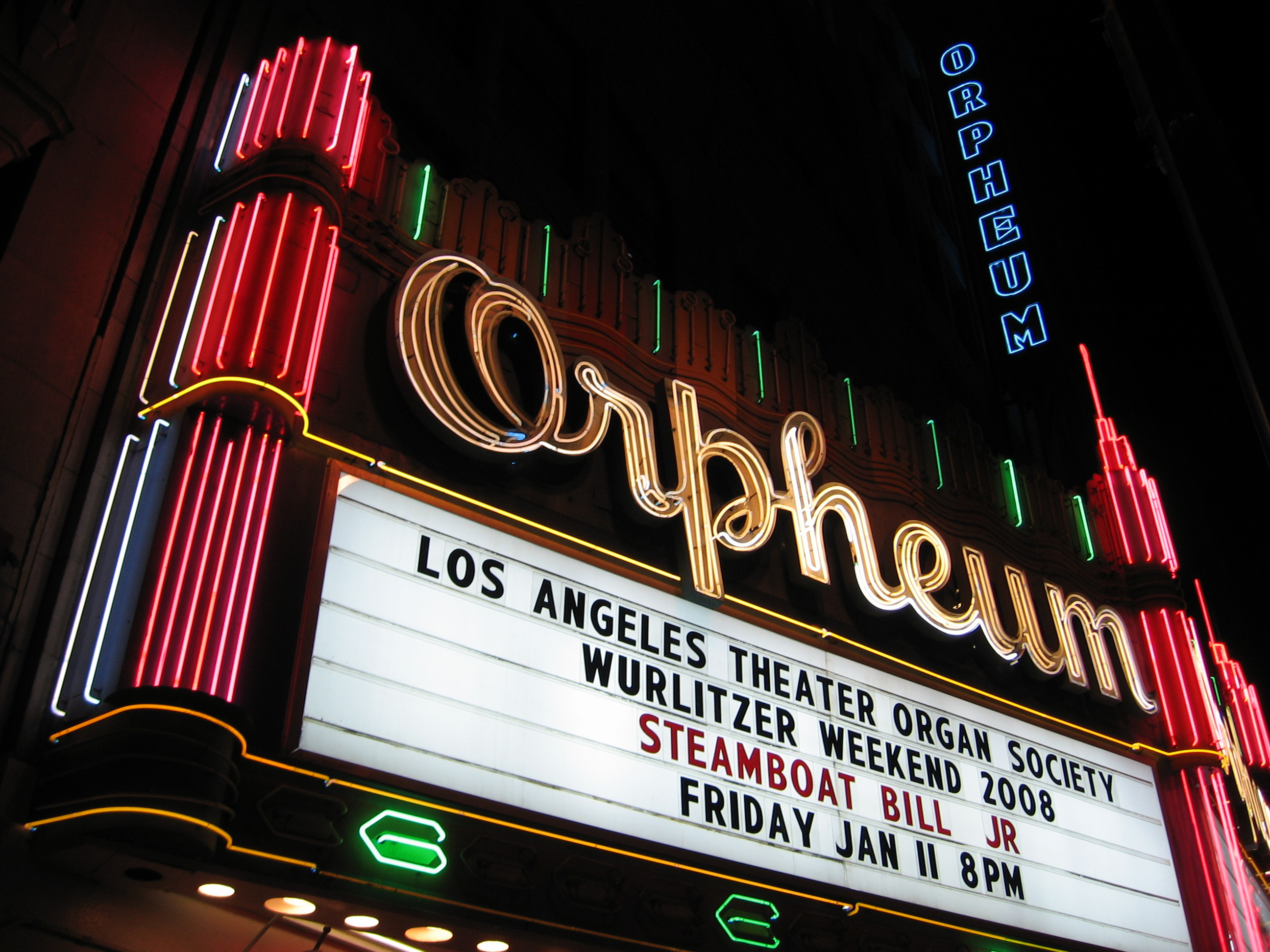
Il teatro Orpheum a Los Angeles

Il Circuito Orpheum (in inglese Orpheum Circuit) è stata una catena di teatri e di sale cinematografiche. Fu fondata nel 1886 ed operò fino al 1927 quando venne assorbita dalla catena Keith-Albee. In seguito divenne parte della RKO Pictures corporation.

## Storia
Il Circuito Orpheum ebbe inizio nel 1886 quando Gustav Walter, un impresario teatrale specializzato nel genere vaudeville, aprì l'Orpheum opera House a San Francisco. Questo primo teatro poteva ospitare 3500 spettatori e divenne immediatamente il teatro più popolare della città. A seguito di questo successo Walter aprì altri teatri Orpheum a Los Angeles e a Sacramento.
Molti teatri come Il teatro Orpheum di Los Angeles, costruito nel 1926, sono tuttora in attività.